# Lexico
«Lexico» — это объектно-ориентированный язык программирования, основанный на платформе .NET от Microsoft. Язык был создан в 1985 году, чтобы облегчить изучение и преподавание ООП. Позже дополнялся в 1992, 2002 и 2009 годах. Разработан на базе лексики испанского языка.
Язык дает возможность изучающим работать с алгоритмами не тратя долгое время на изучение особенностей синтаксиса, тем самым улучшает производительность работы и способность студентов к логическому мышлению. Это показали исследования.
Он позволяет реализовывать простые алгоритмы, логические схемы и структуры представления информации. Объекты могут быть построены на основе двух основных классов — количества и характера, основанных на классах предоставляемых разработчиком, которые в свою очередь базируются на 7000 объектах платформы .NET от Microsoft, динамических библиотеках DLL, внешних ссылках и других узлах, что позволяет разрабатывать приложения, имеющие средства управления графикой и событиями. Классы могут быть определены как в программе или во внешних файлах, так и в порядке наследования, в основе которого лежит библиотека FCL из Microsoft.
Версия Lexico 3.0 генерирует код и для .NET CF (Compact Framework) платформы, что делает его полезным для получения программ под Windows Mobile.
Главным недостатком данного языка является то что он работает только на платформе от Microsoft и пользователи Linux и других UNIX-подобных операционных систем не могут использовать его в своей работе.

## Пример кода на языке Lexico
- Ввод-вывод данных:

```
tarea
{
   los objetos valor1, valor2, resultado son cantidades  // Объявляем переменные типа integer

   entre valor1, valor2  // Ожидание ввода данных в консоли
   copie valor1 * valor2 en resultado

   es resultado > 15?
   si:
   {
       muestre resultado, " > 15"
   }
   no:
   {
       muestre resultado, " <= 15"
   }
}
```

- Создание графического окна:

```
clase FormTest derivada_de system.windows.forms.form
{
    privados:
        el objeto valor es un caracter  // private-поле типа string

        mensajeS:
            FormTest
            {
                copie «FormTest» en valor
                copie valor en FormTest.text
            }
}
```